# Ecco la felicità!
Ecco la felicità! é um filme franco-italiano dirigido por Marcel L'Herbier como uma produção em dois idiomas. Foi filmado em Roma nos primeiros meses de 1940, mas depois que a Itália se juntou à Segunda Guerra Mundial ao lado da Alemanha, as versões francesa e italiana do filme foram concluídas separadamente. A versão italiana foi lançada em dezembro de 1940. A versão francesa foi lançada em julho de 1942 sob o título La Comédie du bonheur.

## Enredo
Quando o rico banqueiro François Jourdain tenta gastar seu dinheiro em causas filantrópicas, seus parentes o internam em uma clínica psiquiátrica para salvar sua herança. Durante as celebrações do Mardi Gras, Jourdain foge e passa a residir na Pension Beau Soleil, uma pensão decadente em Nice, habitada por vários indivíduos infelizes, incluindo a filha tímida do proprietário, Lydia, o exilado russo suicida Fédor e a solteirona amargurada Miss Aglaé. . Jourdain contrata alguns atores do teatro local para interpretar papéis na vida real na pensão que transformará a vida de todos, ilustrando seu princípio: "Criar a felicidade dos outros é difícil. Mas basta criar a ilusão de felicidade. "
O ator principal e tenor Félix corteja Lydia e a faz sentir-se amada, sua esposa Anita desperta o interesse de Fédor, e Déribin supera sua aversão a Aglaé e ouve suas queixas. Enquanto isso, os parentes de Jourdain ofereceram uma grande recompensa por sua recaptura e a polícia está procurando por ele. Para completar o seu esquema, Jourdain organiza um baile à fantasia que culmina com uma invasão dos estúdios locais da Rádio Azur por todos os foliões mascarados, e uma sucessão de identidades equivocadas, truques e desmascaramentos resulta na satisfação confusa de quase todos. Mas Jourdain tem que se entregar e retornar ao asilo.

## Elenco
- Michel Simon como François Jourdain / Giambattista Giordano (versão italiana)
- Ramon Novarro como Félix / Felice Ciatti
- Micheline Presle como Lydia / Lidia
- Jacqueline Delubac como Anita / Annetta
- Louis Jourdan como Fédor / Fedoro
- Sylvie como Madame Marie
- André Alerme como Déribin
- Magdeleine Bérubet como Miss Aglaé / Egle
- Marcel Vallée como Doutor Acario
- René Génin
- Ève Francis como Madame Estella, a cartomante
- Jaque Catelain como diretora da Rádio Azur